# Пуссанж
Пусса́нж (фр. Poussanges) — коммуна во Франции, находится в регионе Лимузен. Департамент коммуны — Крёз. Входит в состав кантона Фельтен. Округ коммуны — Обюссон.
Код INSEE коммуны — 23158.

## Население
Население коммуны на 2010 год составляло 143 человека.
| 1962 | 1968 | 1975 | 1982 | 1990 | 1999 | 2010 |
| ---- | ---- | ---- | ---- | ---- | ---- | ---- |
| 252  | 218  | 207  | 192  | 196  | 171  | 143  |

## Экономика
В 2010 году среди 84 человек трудоспособного возраста (15—64 лет) 59 были экономически активными, 25 — неактивными (показатель активности — 70,2 %, в 1999 году было 66,7 %). Из 59 активных жителей работали 54 человека (32 мужчины и 22 женщины), безработных было 5 (1 мужчин и 4 женщины). Среди 25 неактивных 3 человека были учениками или студентами, 18 — пенсионерами, 4 были неактивными по другим причинам.